# Suva
Suva – stolica Fidżi (od 1877), położona na południowo-wschodnim wybrzeżu wyspy Viti Levu, w Dystrykcie Centralnym, w prowincji Rewa. Stolica archidiecezji rzymskokatolickiej. 

## Ludność

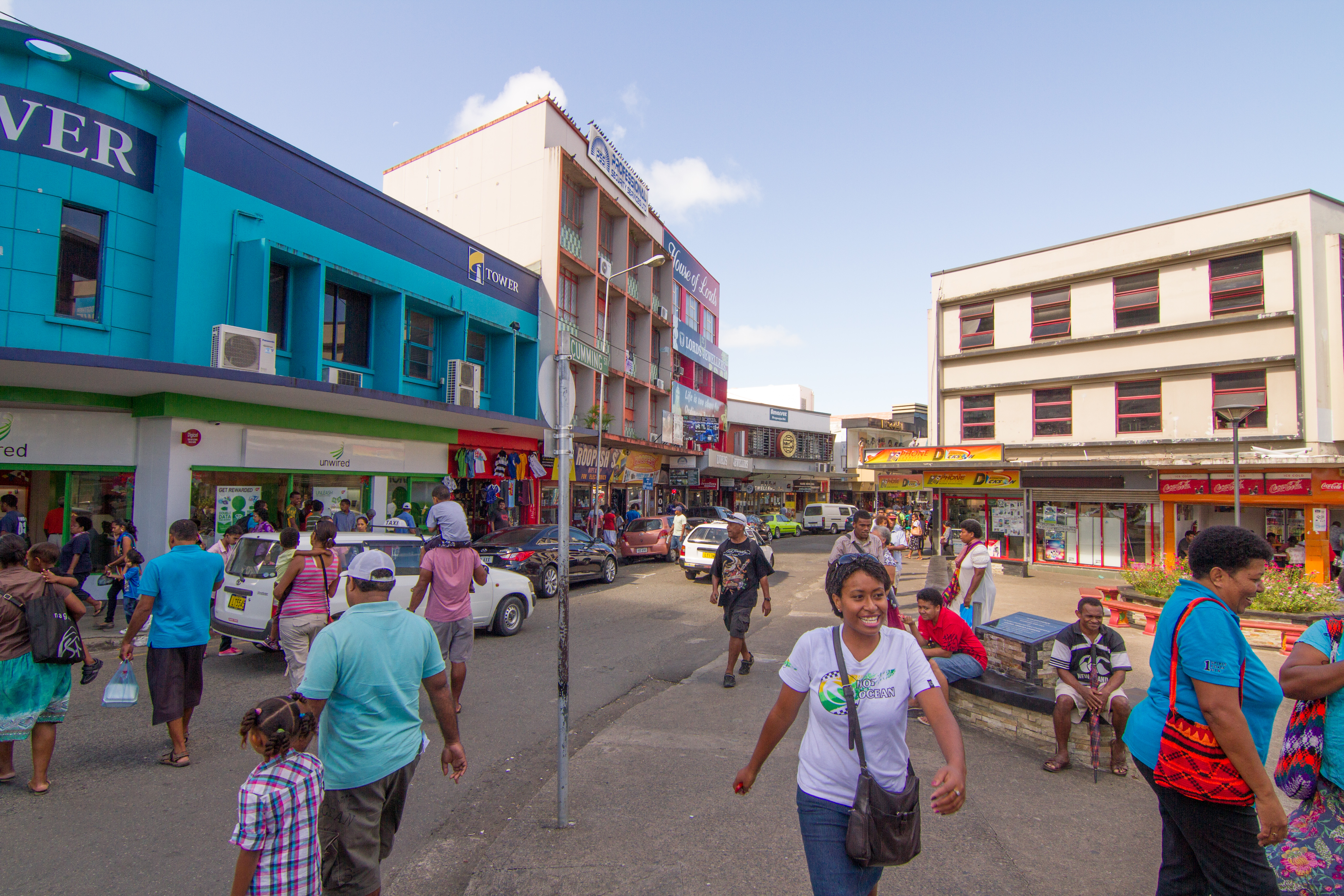
Mieszkańcy miasta

Według spisu powszechnego, który został przeprowadzony w roku 2007, Suva liczy 85 691 mieszkańców, w tym na obszarze miejskim zamieszkuje 74 481, a na obszarze podmiejskim 11 210 mieszkańców.
Pod względem liczby ludności jest drugim (po Nasinu) miastem kraju. Stanowi centrum obszaru zurbanizowanego Suva, liczącego 173 137 mieszkańców.

## Gospodarka
Miasto jest ważnym ośrodkiem przemysłowym wysp; rozwinięty jest tu przemysł spożywczy i stoczniowy. Stanowi też główny port morski kraju, skąd wywozi się cukier, koprę i banany. Ponadto znajduje się tu także port lotniczy. Rozwija się turystyka.
Znajdują się tu siedziby giełdy papierów wartościowych, Reserve Bank of Fiji, Fiji School of Medicine, Muzeum Fidżi i Uniwersytetu Południowego Pacyfiku.
Chociaż Suva jest stolicą Fidżi, to jednak główny port lotniczy Fidżi znajduje się na przeciwległym brzegu wyspy, w Nadi.

## Zabytki
Do najważniejszych zabytków należy „Grand Pacific Hotel” z 1914, wzniesiony w stylu wiktoriańskim.

## Uniwersytet
Uniwersytet Południowego Pacyfiku sfinansowały i zbudowały w 1968 wspólnie m.in.: Fidżi, Tonga, Samoa, Vanuatu, Kiribati oraz Wyspy Salomona. W 1985 kształcił 2300 studentów na 16 wydziałach.

## Miasta partnerskie
- Beihai, Chińska Republika Ludowa
- Tajpej, Republika Chińska
- Brighton, Wielka Brytania